# Arquidiocese de Dijon
A Arquidiocese de Dijon (Archidiœcesis Divionensis) é uma arquidiocese da Igreja Católica situada em Dijon, na França. É fruto da elevação da Diocese de Dijon, eregida no 9 de abril de 1731 e elevada em 2002. Seu atual arcebispo metropolita é Antoine Henry Pierre Marie Herouard. Sua Sé é a Catedral de São Benigno de Dijon.
Possui 44 paróquias assistidas por 171 párocos e cerca de 64,1% da sua população jurisdicionada é batizada.

## História
Sob o merovíngios e carolíngios, muitos bispos de Langres residiram em Dijon, por exemplo Santo Urbano] (século V), São Gregório e São Tétrico (século VI), que foram enterrados lá. Quando, em 1016, Lambert, bispo de Langres, deu o senhorio e o condado de Dijon para o rei Roberto II de França, os bispos de Langres retornaram a sua residência a Langres.
Em 9 de abril de 1731, o Papa Clemente XII erigiu a diocese de Dijon. A Abadia de Santo Estêvão (século V) há muito tempo tem um Capítulo que observou a Regra de Santo Agostinho, foi transformado em um capítulo secular de Papa Paulo V em 1611 e o Papa Clemente XI elevou a igreja a Catedral capitular  de Dijon, que durante a Revolução foi reduzida a um celeiro.
A partir de 29 de novembro de 1801 a 6 de outubro de 1822 a diocese de Langres foi suprimida e seu território foi incorporado na diocese de Dijon.
A igreja da abadia de São Benigno se tornou a catedral de Dijon no início do século XIX.
Em 1904 o pedido de demissão de Albert-Léon-Marie Le Nordez, bispo de Dijon desde 1898 pelo Papa Pio X foi um dos incidentes que levaram à ruptura das relações diplomáticas entre a França e a Santa Sé.
Em 16 de novembro de 2002 foi elevada à categoria de arquidiocese metropolitana.

## Prelados[1]
|                          | Nome                                       | Período    | Notas                         |
| Arcebispos               | Arcebispos                                 | Arcebispos | Arcebispos                    |
| ------------------------ | ------------------------------------------ | ---------- | ----------------------------- |
| 3º                       | Antoine Henry Pierre Marie Herouard        | 2022-atual |                               |
| 2º                       | Roland Minnerath                           | 2004-2022  |                               |
| 1º                       | Michel Louis Coloni †                      | 2002-2004  |                               |
| Bispos                   |                                            |            |                               |
| 24º                      | Michel Louis Coloni †                      | 1989-2002  |                               |
| 23º                      | Jean Marie Julien Balland †                | 1982-1988  | Nomeado Arcebispo de Reims    |
| 22º                      | Albert Decourtray †                        | 1974-1981  | Nomeado Arcebispo de Lyon     |
| 21º                      | André-Jean-Marie Charles de la Brousse †   | 1964-1974  |                               |
| 20º                      | Guillaume-Marius Sembel †                  | 1937-1964  |                               |
| 19º                      | Pierre-André-Charles Petit de Julleville † | 1927-1936  | Nomeado Arcebispo de Ruão     |
| 18º                      | Maurice Landrieux †                        | 1915-1926  |                               |
| 17º                      | Jacques-Louis Monestès †                   | 1911-1915  |                               |
| 16º                      | Pierre Dadolle †                           | 1906-1911  |                               |
| 15º                      | Albert-Léon-Marie Le Nordez †              | 1898-1904  |                               |
| 14º                      | Fédéric-Henri Oury †                       | 1890-1898  | Nomeado Arcebispo de Alger    |
| 13º                      | Victor-Lucien-Sulpice Lécot †              | 1886-1890  | Nomeado Arcebispo de Bordeaux |
| 12º                      | Jean-Pierre-Bernard Castillon †            | 1885-1885  |                               |
| 11º                      | François-Victor Rivet †                    | 1838-1884  |                               |
| 10º                      | Claude Rey †                               | 1831-1838  |                               |
| 9º                       | Jacques Raillon †                          | 1829-1830  | Nomeado Arcebispo de Aix      |
| 8º                       | Jean-François Martin de Boisville †        | 1822-1829  |                               |
| 7º                       | Jean-Baptiste Dubois †                     | 1820-1822  |                               |
| 6º                       | Henri Reymond †                            | 1802-1820  |                               |
| 5º                       | René des Monstiers de Mérinville †         | 1787-1801  |                               |
| 4º                       | Jacques-Joseph-François de Vogüé †         | 1776-1787  |                               |
| 3º                       | Claude-Marc-Antoine d'Apchon de Corgenon † | 1755-1776  |                               |
| 2º                       | Claude Bouhier †                           | 1743-1755  |                               |
| 1º                       | Jean-Jacques Bouhier de Lantenay †         | 1731-1743  |                               |
| Bispo-coadjutor          |                                            |            |                               |
|                          | André-Jean-Marie Charles de la Brousse     | 1962-1964  |                               |
| Bispos-auxiliar          |                                            |            |                               |
|                          | Albert Decourtray                          | 1971-1974  | Elevado a Bispo               |
| Administrador Apostólico |                                            |            |                               |
|                          | Pierre-André-Charles Petit de Julleville † | 1936-1937  | Arcebispo de Ruão             |